# Anton Jamnik

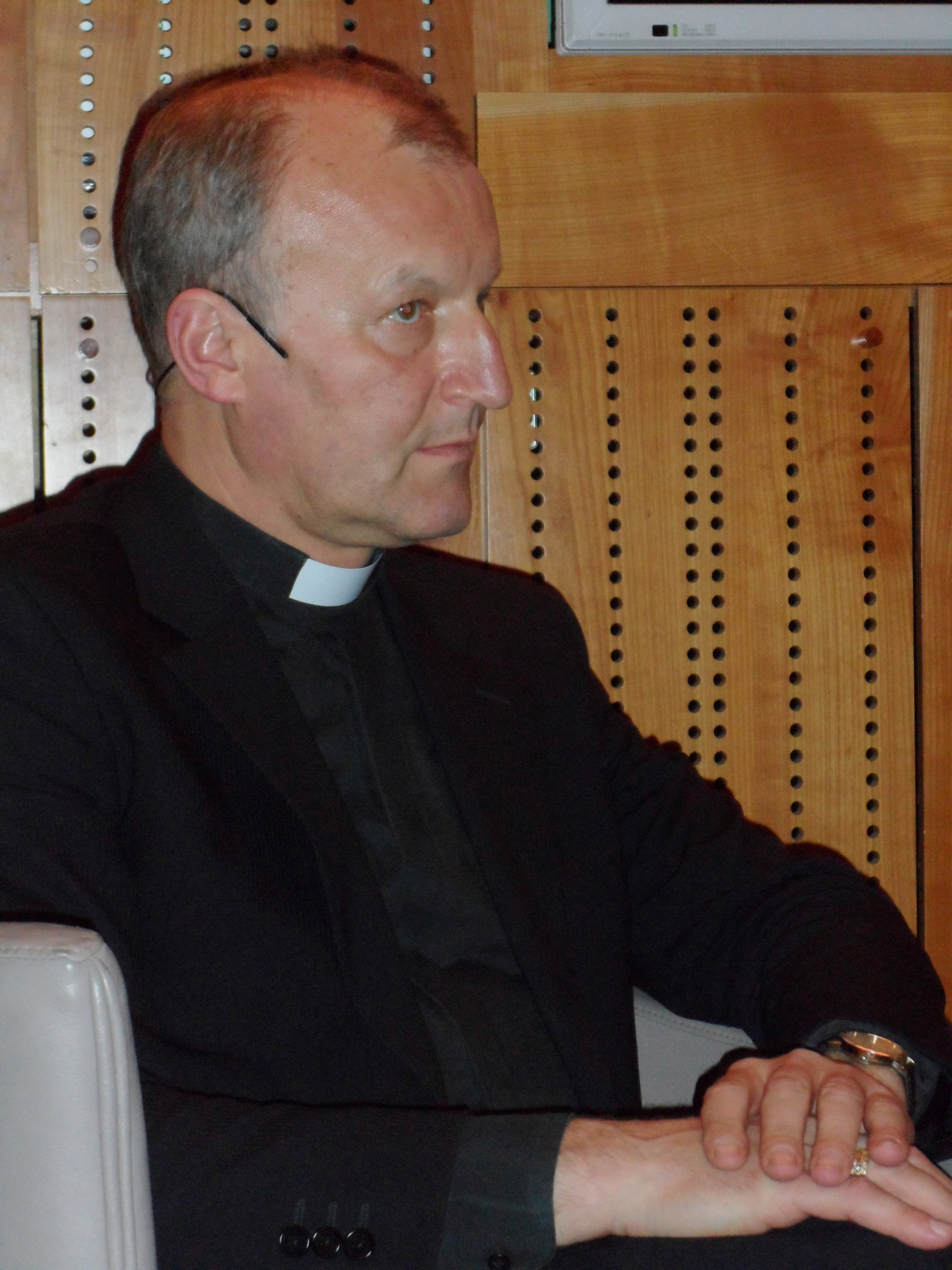
Weihbischof Anton Jamnik (2012) in Ribnica

Bischofswappen von Anton Jamnik

Anton Jamnik (* 27. Juli 1961 in Videm (Dobrepolje), Jugoslawien) ist ein slowenischer römisch-katholischer Geistlicher und Weihbischof in Ljubljana.

## Leben
Anton Jamnik empfing am 29. Juni 1987 das Sakrament der Priesterweihe für das Erzbistum Ljubljana.
Am 15. November 2005 ernannte ihn Papst Benedikt XVI. zum Titularbischof von Vina und bestellte ihn zum Weihbischof in Ljubljana. Der Erzbischof von Ljubljana, Alojz Uran, spendete ihm am 8. Januar 2006 die Bischofsweihe; Mitkonsekratoren waren der Pro-Präfekt der Kongregation für die Institute geweihten Lebens und für die Gesellschaften apostolischen Lebens, Kurienerzbischof Franc Rodé CM, und der Bischof von Maribor, Franc Kramberger. Anton Jamnik ist zudem Generalvikar des Erzbistums Ljubljana.
Anton Jamnik wurde 2001 von Kardinal-Großmeister Carlo Kardinal Furno zum Großoffizier ernannt und in den Päpstlichen Ritterorden vom Heiligen Grab zu Jerusalem investiert sowie 2004 zum ersten Großprior der neugegründeten Statthalterei Slowenien bestellt.

## Belege
1. ↑   Ein Zeugnis aus Slowenien, OESSH Newsletter Nr. 41, 01/2016

| Vorgänger | Amt                                                                                             | Nachfolger |
| --------- | ----------------------------------------------------------------------------------------------- | ---------- |
| —         | Großprior der Statthalterei Slowenien des Ritterordens vom Heiligen Grab zu Jerusalem 2004–2015 | Stane Zore |

| Personendaten    | Personendaten                                                              |
| ---------------- | -------------------------------------------------------------------------- |
| NAME             | Jamnik, Anton                                                              |
| KURZBESCHREIBUNG | slowenischer römisch-katholischer Geistlicher und Weihbischof in Ljubljana |
| GEBURTSDATUM     | 27. Juli 1961                                                              |
| GEBURTSORT       | Videm (Dobrepolje), Jugoslawien                                            |